# الرزم (السياني)

تعديل مصدري - تعديل

الرزم هي إحدى قرى عزلة النقيلين بمديرية السياني التابعة لمحافظة إب، بلغ تعداد سكانها 204 نسمة حسب تعداد اليمن لعام 2004.